# Irène Gut Opdyke
Pour les articles homonymes, voir Gut.
Irène Gut Opdyke née Irena Gut (5 mai 1922 – 17 mai 2003) est une infirmière polonaise qui obtient une reconnaissance internationale pour son soutien à des juifs polonais persécutés par l'Allemagne nazie pendant la Seconde Guerre mondiale. Elle reçoit le titre de Justes parmi les nations par Yad Vashem pour avoir risqué sa propre vie pour sauver douze Juifs d'une mort certaine.

## Biographie

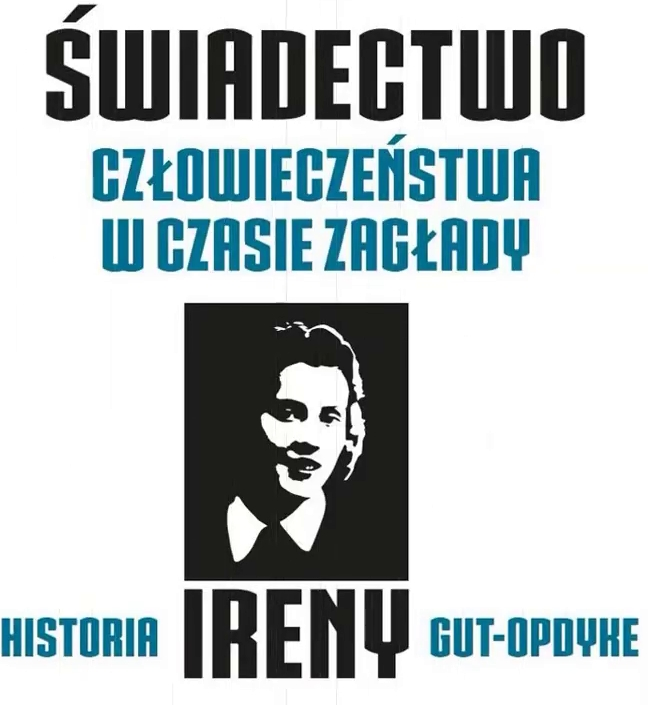
Irène Gut Opdyke, Justes parmi les nations, exposition historique, Piekary Śląskie.

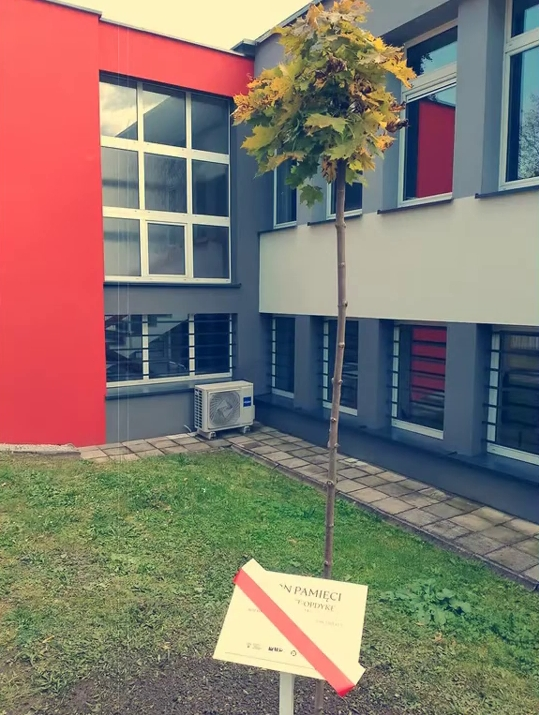
Érable à la mémoire d'Irène Gut Opdyke, Juste parmi les Nations, Piekary Śląskie.

Irena Gut est née dans une famille catholique de cinq filles à Kozienice en Pologne, pendant l'entre-deux-guerres. La famille déménage à Radom où Gut s'inscrit à l'école de soins infirmiers avant la Campagne de Pologne de 1939. Elle est violée est battue par des soldats russes. À l'âge de 20 ans, Irena voit un soldat allemand tuer un enfant polonais en l'arrachant des bras de sa mère et en le jetant contre le sol pour lui fracasser la tête. Cet événement transforme sa vie. Pendant l'occupation allemande, Gut est embauchée par le major Eduard Rügemer (1883 - 1955) de la Wehrmacht pour travailler dans la cuisine d'un hôtel qui accueille régulièrement des fonctionnaires nazis. Inspiré par sa foi religieuse, Gut prend secrètement de la nourriture dans l'hôtel et la livre dans le ghetto de Radom.
Gut aide à faire sortir clandestinement des Juifs du ghetto pour les emmener dans la forêt environnante et leur distribue de la nourriture. Pendant ce temps, Rügemer lui demande de travailler comme femme de ménage dans sa villa réquisitionnée. Elle cache 12 Juifs dans la cave. Ils sortent et l'aident à nettoyer la maison quand Rügemer n'est pas là. Un jour Rügemer découvre les Juifs cachés. Au risque de sa vie, Rügemer garde le secret de Gut en échange de faveurs sexuelles de la jeune fille (40 ans plus jeune que lui). Rügemer fuit avec les Allemands en 1944 face à l'avancée russe. Gut et plusieurs Juifs fuient aussi les Soviétiques pour se réfugier dans l'Allemagne occupée par les Alliés. Elle est mise dans un camp de personnes déplacées, où elle rencontre William Opdyke, un travailleur des Nations unies originaire de New York. Elle immigre aux États-Unis et l'épouse peu après.
Après des années de silence au sujet de son expérience en temps de guerre, en 1975, Opdyke décide de parler après l'audition d'un néo-nazi prétendant que l'Holocauste n'a jamais eu lieu. Se sentant dans l'obligation désormais de partager son histoire, Opdyke commence à témoigner en public avant de publier ses mémoires : Mémoire d'une Juste. En 1982, Irena Opdyke née Gut est reconnue et honorée par le mémorial de Yad Vashem comme une Juste parmi les nations.
Le 9 juin 1995, Irène Gut Opdyke obtient une bénédiction papale du Pape Jean-Paul II lors d'un service commun entre Juifs et Catholiques tenu à synagogue Shir Ha-Ma'alot à Irvine, en Californie. La bénédiction du pape et l'audience qui la suit sont obtenues pour elle par Alain Boinus, membre de sa congrégation ainsi que Mgr Joseph Karp de l'Église catholique polonaise de Yorba Linda, en Californie. La bénédiction papale est la première reconnaissance par l'Église catholique romaine de ses efforts héroïques au cours de l'Holocauste. Irène Gut Opdyke raconte : « C'est le plus grand cadeau que je peux recevoir pour ce que j'ai fait dans ma vie. »
En juillet 1997, Irene Opdyke voyage en Israël avec son manager, Alan Boinus et sa femme, la publiciste Rosalie Boinus pour un reportage télévisé pour ABC Primetime Live, qui est diffusé le 10 juin 1998. On assiste aux retrouvailles d'Opdyke avec Hermann Morks, l'un des douze Juifs qu'elle a sauvés,.
Sur le trajet, Alan Boinus organise des réunions privées pour Opdyke à la Knesset avec l'ancien Président et le Premier Ministre d'Israël, Shimon Peres, et le président de la Knesset, Dan Tichon. Boinus organise également d'autres réunions en Israël avec le Dr Mardochée Paldiel, directeur du Département des Justes parmi les nations à Yad Vashem et avec le survivant de l'Holocauste, Romain Haller, le bébé qu'Irene Gut Opdyke a sauvé pendant la Guerre. Ses parents, Ida et Lazare Haller, font partie des douze Juifs cachés dans la cave de Rügemer. Durant le temps où elle est cachée dans cette cave,  Ida tombe enceinte et Gut la convainc de garder l'enfant. Après la Guerre, les Haller accueillent Rügemer dans leur maison d'hôtes pour avoir sauvé leur vie. Rügemer devient le « Zeide » (grand-père) de Romain Haller. Romain Haller sert en tant que directeur de l'office allemand de la Claims Conference, qui représente les Juifs du monde entier dans la négociation pour les victimes de la persécution nazie.

## Mémoires
Les mémoires d'Irene Gut Opdyke In My Hands: Memories of a Holocaust Rescuer sont publiées en 1999 par Random House, avec l'aide de Jennifer Armstrong. Alan Boinus et sa femme, Rosalie Boinus, parmi d'autres, sont cités par Opdyke dans les remerciements.
Une pièce de théâtre basée sur le livre In My Hands, appelée Irena's Vow est jouée à Broadway le 29 mars 2009 avec des critiques mitigées. Elle est écrite par Dan Gordon (en) et a pour actrice principale Tovah Feldshuh. Cette pièce est auparavant créée off-Broadway au Centre des Arts du Spectacle de Baruch de New York. Après avoir échoué à convaincre un public, la pièce est annulée le 28 juin 2009.
Le film « Irena's Vow », basé sur un scénario de Dan Gordon, et réalisé par la Québécoise Louise Archambault, sort en salle en avril 2024. Il s'agit d'une co-production Canada / Pologne. Irene Gut est interprété par la comédienne québécoise Sophie Nélisse.

## Hommages
En 2012, l'auteure-compositrice britannique d'origine polonaise Katy Carr sort une chanson inspirée par Gut nommée Mała little Flower sur son album Paszport. Le 26 septembre 2012, la radio polonaise Trojka promeut la chanson au rang de chanson de la semaine. En juillet 2014, l'album de Katy Carr Paszport est élu Meilleur Album Concept au 13e Independent Music Awards (en).